# Spilotragus variabilis
Spilotragus variabilis är en skalbaggsart som beskrevs av Stefan von Breuning 1934. Spilotragus variabilis ingår i släktet Spilotragus och familjen långhorningar.
Artens utbredningsområde är Kenya. Inga underarter finns listade i Catalogue of Life.